# 프라도 미술관
프라도 미술관(스페인어: Museo del Prado)은 스페인 마드리드에 있는 세계적인 미술관 중 하나이다. 15세기 이후 스페인 왕실에서 수집한 미술 작품을 전시하고 있다. 그림과 조각을 위한 전용 박물관으로 설립되었으며 5,000개 이상의 그림과 2,000개 이상의 판화, 1,000개 이상의 주화와 메달 그리고 2천 개 이상의 장식물과 예술 작품이 전시되어 있다. 조각상은 700개 이상이 있다.

## 전시품
3천 개 이상의 회화 작품이 전시되어 있는 프라도 박물관은 단연 세계적인 수준의 규모를 자랑한다. 디에고 벨라스케스(Diego Velázquez), 프란시스코 고야(Francisco Goya), 엘 그레코(El Greco)와 주세페 데 리베라(Jusepe de Ribera )를 비롯한 수많은 화가들의 그림이 소장되어 있다. 또한 네덜란드 화가인 히에로니무스 보스(Hieronymus Bosch)의 작품도 다수 있다. 이 밖에도 티치아노 베첼리오, 페테르 파울 루벤스, 라파엘로 산치오, 안드레아 만테냐, 산드로 보티첼리, 이탈리아의 화가였던 카라바조, 귀도 레니, 알브레히트 뒤러, 렘브란트 등을 비롯한 저명한 화가들의 작품들이 박물관에 전시되고 있다.
박물관의 소장 작품 중에서는 벨라스케스의 〈시녀들〉(스페인어: Las Meninas)이 있으며 그는 자신의 작품 뿐만 아니라 생전에 이탈리아 작가들의 명작들 또한 스페인으로 들여오는데 그의 영감을 발휘하였다. 또한 고야의 작품 〈옷 벗은 마하〉와 〈옷 입은 마하〉도 같이 전시되어 있다.
피카소의 유명한 작품인 〈게르니카〉는 민주화가 달성되고 스페인에 반환된 뒤에 프라도 박물관에 있다가 국립 소피아 왕비 예술센터로 1992년에 옮겨갔다. 1992년 19세기 초기 이후의 작품들이 공간 문제로 다수 소피아 박물관으로 옮겨갔다.

## 건물
프라도 박물관으로 향하는 산책로 중 하나에는 벨라스케스의 동상이 세워져 있다. 박물관은 찰스 3세 왕정 때 도시 미화 작업을 통해 지어진 건축물이다. 프라도라는 단어는 스페인어로 목초지를 뜻하며 스페인 국민의 문화적 자존심을 상징한다.
프라도 박물관 근처에는 두 개의 다른 국립박물관이 있다. 하나는 고대 이집트와 메소포타미아, 그리스, 로마 시대의 유적을 소장하고 있는 인류학 박물관이며 다른 하나는 국립 소피아 왕비 예술센터이다. 소피아 왕비 예술 센터는 20세기 시대의 예술 작품을 주로 다룬다.

## 역사
1819년에 연 박물관은 1868년 이사벨라 2세 때 국유화 되었으며 Museo del Prado라는 이름을 얻었다. 박물관 건물은 왕정 소유의 그림도 전시하였으며 그에 따라 공간이 부족해지자 1918년에 처음으로 확장 공사를 하였다. 1900년에서 60년 사이에 본관 건물의 뒤쪽에 정각이 세워지면서 새로이 확장하였다. 올해 있었던 마지막 공사는 건축가 라파엘 모네오에 의해 고안된 디자인으로 이루어졌으며 본관과 뒤의 정각이 지하로 이어지도록 하여 두 건물이 전체적으로 재건축되도록 하였다.
프라도 박물관 근처에는 아름다운 궁전 빌라에르모사(Villa hermosa) 안에 티센 보르네미사 미술관이 자리하고 있다. 미술관은 원래 개인 소유의 작품을 전시하고 있지만 프라도 박물관의 작품에 속하지 않은 네덜란드나 독일계 그림을 다수 보유하고 있는 이점이 있다. 1985년 이후 이 미술관도 프라도 박물관의 시스템에 편입되어 운영되고 있다.
스페인 내전 동안 국제 연맹의 촉구로 박물관 직원들이 353개의 그림과 168개의 습작품 , 도피네의 보물을 발렌시아로 보냈다. 이후에 지로나(스페인어: Girona)로 마지막에는 제네바로 이송되었다. 작품들은 프랑스 영토를 통해 야간 열차로 제2차 세계 대전 시작과 함께 박물관으로 다시 돌아왔다.

## 같이 보기
- 가장 큰 미술관 목록